# Yakov Blumkin
Yakov Grigoryevich Blumkin (em russo:  Яков Григорьевич Блюмкин; 1898 – 3 de novembro de 1929) foi um Socialista Revolucionário da Esquerda, um bolchevique e um agente da Cheka e da Direção Política do Estado (DPE).
Nasceu em uma família judaica, foi órfão no início de sua vida e foi criado em Odessa. Em 1914 juntou-se ao Partido Socialista Revolucionário. Após a Revolução de Outubro de 1917, tornou-se chefe do departamento de contra-espionagem da Cheka trabalhando para Félix Dzerjinsky.
Como muitos funcionários da Cheka na época, politicamente era um Socialista Revolucionário de Esquerda, em vez de um bolchevique. Uma vez que este partido se opunha ao Tratado de Brest-Litovski, foi ordenado pelo seu comitê executivo a assassinar Wilhelm von Mirbach, embaixador alemão na Rússia; eles esperavam por esta ação incitar uma guerra com a Alemanha. Este evento foi programado para ocorrer na abertura do Quinto Congresso dos Sovietes de Toda a Rússia no Teatro Bolshoi, em Moscou. Na tarde de 6 de julho de 1918, junto com um assessor, Nikolai Andreyev, foi para a residência do embaixador alemão em Denezhny Lane. Ganhou entrada na embaixada apresentando documentos falsificados. Quando Mirbach entrou na sala de desenho, puxou uma arma de seu estojo e atirou no embaixador matando-o.
Em uma missão de espionagem na Turquia em 1929, estava supostamente vendendo incunábulos em hebraico que colecionou de sinagogas na Ucrânia e no sul da Rússia e até mesmo de museus públicos para financiar uma rede de espionagem no Oriente Médio. O oficial soviético Pavel Sudoplatov, que organizou o assassinato de Leon Trótski, afirmou em sua autobiografia que Blumkin deu parte de sua vendas a Trótski, que estava em exílio na Turquia. Foi denunciado e chamado de volta a Moscou, sendo julgado e executado.